# Attilaea abalak
Attilaea abalak là một loài thực vật có hoa trong họ Đào lộn hột. Loài này được E.Martínez & Ramos mô tả khoa học đầu tiên năm 2007.